# Abraham Perlmutter

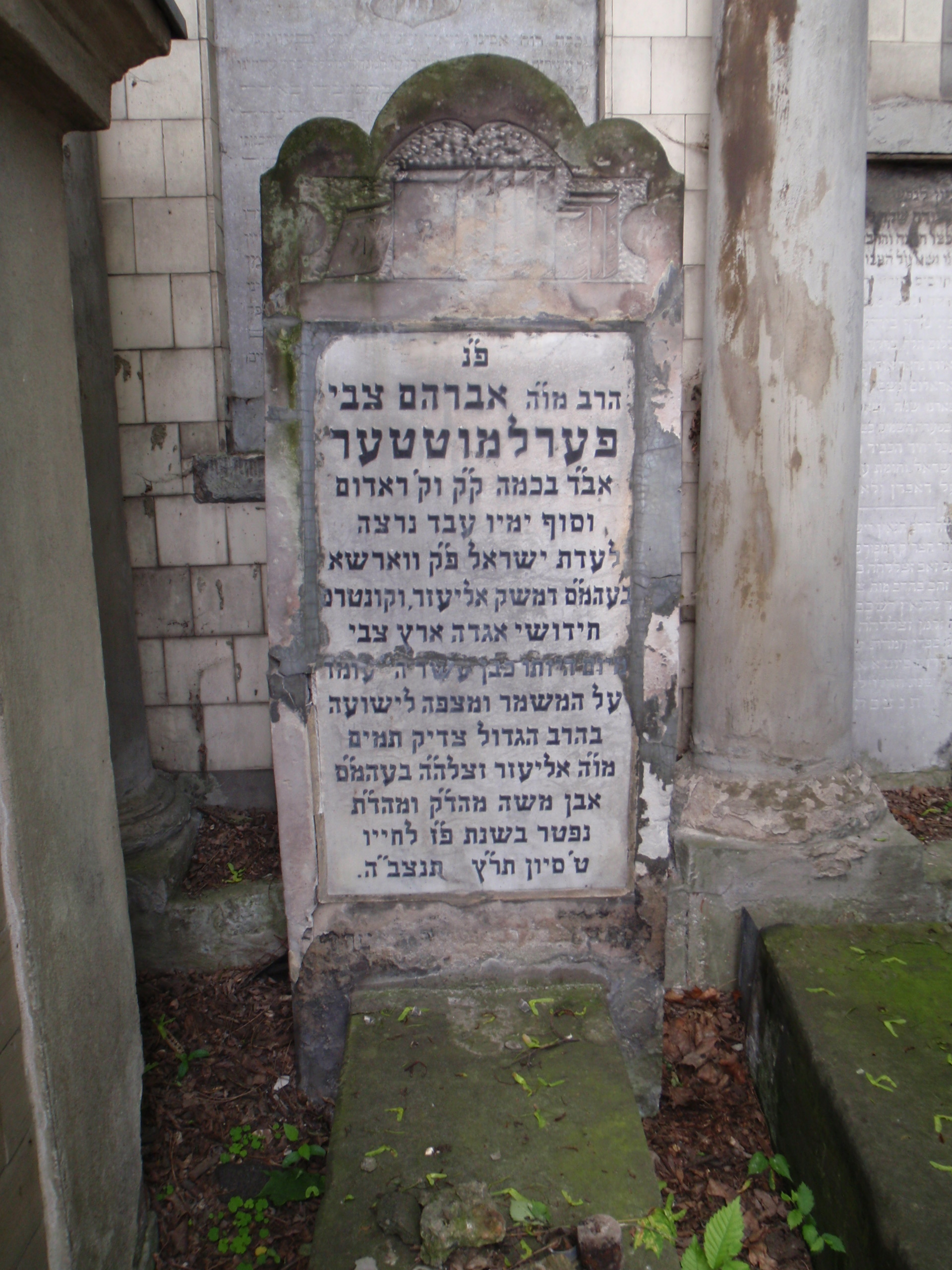
Grób Abrahama Perlmuttera na cmentarzu żydowskim w Warszawie

Abraham Cwi Perlmutter, także Abram Hirsz Perlmutter (hebr. אברהם צבי פערלמוטטער; ur. 29 lub 30 maja 1843 w Łęczycy, zm. 5 czerwca 1930 w Warszawie) – rabin, wirylista Rady Stanu Królestwa Polskiego, poseł do polskiego Sejmu Ustawodawczego (1919-1922).

## Życiorys
Urodził się w Łęczycy w ortodoksyjnej rodzinie żydowskiej, jako syn chazana i kompozytora Lejzera Perlmuttera (1807–1887) i Chaji z domu Lubcza. Miał czworo rodzeństwa: Mojżesza (1838–1920), Arje Symchę (1848–1924), Icchaka (1856–1896) i Gitlę.
Zdobył wykształcenie religijne i w 1861 został rabinem Łęczycy. Według niektórych źródeł uczestniczył w powstaniu styczniowym. Od 1861 pełnił kolejno funkcję rabina w Oświęcimiu, Będzinie, Raciążu i Pabianicach. W 1886 został rabinem Radomia, gdzie z racji wielkiego autorytetu w gminie żydowskiej nadano mu miano Radomskiego Rabina (Radomer Raw). Sprawował tę funkcję do 1902. W 1901 lub 1902 został przewodniczącym rabinatu warszawskiego i tamtejszego sądu rabinackiego. Przez wiele lat wchodził w skład zarządu warszawskiej gminy żydowskiej.
Jako wirylista reprezentował ludność żydowską w Radzie Stanu Królestwa Polskiego (miejsce w Radzie przysługiwało mu jako najstarszemu wiekiem członkowi warszawskiego rabinatu). Współzałożyciel ortodoksyjnej partii Agudat Israel, z jej listy wyborczej został wybrany do Sejmu Ustawodawczego z okręgu lubelskiego. Był członkiem (1919–1922) Wolnego Związku Posłów Narodowości Żydowskiej. Jako poseł domagał się zrównania Żydów zarówno w prawach, jak i obowiązkach obywatelskich oraz przyznania autonomii gminom żydowskim. Odwiedzał Palestynę i kraje europejskie, zarówno jako reprezentant narodowości żydowskiej, jak i odrodzonej niepodległej Polski, organizował zbiórki środków na działalność charytatywną oraz żydowskie szkoły religijne (jesziwy). Jako jeden z 10 posłów na Sejm Ustawodawczy z województwa lubelskiego, był członkiem Wojewódzkiego Komitetu Obrony Narodowej w Lublinie w 1920.
Był autorem rozpraw talmudycznych, m.in. Demeszek Eliezer i Erec Cwi.
Cieszył się szacunkiem wielu środowisk, był wielokrotnie zapraszany na spotkania dyplomatyczne, kontaktował się z arcybiskupem warszawskim Aleksandrem Kakowskim.
Zmarł w wieku 87 lat. Został pochowany na cmentarzu żydowskim przy ulicy Okopowej w Warszawie (kwatera 1, rząd 5). W uroczystym pogrzebie z udziałem kilkunastu tysięcy osób uczestniczyli obok delegacji gmin żydowskich także przedstawiciele władz państwowych. Rabin Perlmutter został odznaczony pośmiertnie krzyżem Orderu Odrodzenia Polski.